# Fucking Åmål - Il coraggio di amare
Fucking Åmål - Il coraggio di amare (Fucking Åmål) è un film del 1998 diretto da Lukas Moodysson.
Il film, a tematica omosessuale, fu scritto e diretto da Lukas Moodysson, al suo primo lungometraggio, e vede come interpreti principali e uniche attrici professioniste Alexandra Dahlström e Rebecka Liljeberg. Il titolo si riferisce alla piccola città di Åmål nell'ovest della Svezia.

## Trama
Elin e Agnes sono due giovani compagne di scuola, nella provincialissima cittadina svedese di Åmål, al punto di valerle l'improperio di fucking. Agnes è solitaria, introversa ed è innamorata di Elin, amore che può dichiarare soltanto nelle sue poesie. Elin è di indole inquieta e pur tenendo un tono della ragazza sicura di sé, teme una vita grama, seguendo il destino di sua madre, abbandonata dal marito e con due figlie a carico.
Il giorno del suo compleanno, Agnes viene forzata dai genitori a distribuire inviti ad una festa in casa sua, certa che i suoi compagni diserteranno. Elin e sua sorella Jessica, le si presentano inaspettatamente, con lo scopo di tardare ad un altro party, dove ad attenderla c'è il giovane Johan Hult, innamorato di lei.
Elin sospetta dell'omosessualità di Agnes così scommette con l'altra di riuscire a baciarla, per lasciarla quindi sola e triste, avendo realizzato dello scherzo. Elin comincia ad essere pervasa dai sensi di colpa, respinge il pretendente minacciandolo con uno spazzolone del water, e torna da Agnes per scusarsi. Le due passeggiano insieme di notte e si parlano, si confrontano e si pongono domande, rivelandosi le loro paure, finché ad un tratto si baciano appassionatamente promettendosi di telefonarsi il giorno dopo, promessa che Elin non mantiene.
Col passare del tempo, Jessica si rende conto di un improvviso cambiamento nella sorella, la quale si nasconde fingendo un innamoramento con Johan, con il quale esce e fa l'amore per la prima volta, pur essendosi spacciata fino ad allora per ragazza vissuta. Elin però si accorge che Johan è succube del suo amico Markus, e ripensa all'amore sincero di Agnes, rendendosi conto di non averla mai dimenticata davvero.
Elin a scuola convince Agnes riluttante, a scambiare due parole e finiscono per rimanere chiuse nei bagni. Nel frattempo un'amica-nemica di Elin diffonde la notizia che quest'ultima si sia nascosta con un ragazzo. L'intera scuola si accalca curiosa intimandole di uscire. Sarà Agnes a dare il coraggio ad Elin di aprire la porta ed uscire a testa alta, mano nella mano.

## Produzione

### Riprese
Nonostante sia ambientato nella città di Åmål, il film è stato interamente girato a Trollhättan, a più di cento chilometri di distanza.

## Colonna sonora
1. Drifter – Yvonne
2. Whirlwind – Broder Daniel
3. No dinero no amor - Betty N' Boop
4. När vi två blir en – Gyllene Tider
5. U drive me crazy – Waldo's People
6. Fantasy Dreamworld – Cumbayah
7. Adagio - Stockholm Chamber Orchestra
8. I Want to Know What Love Is – Foreigner
9. Funny Bunny Boy – Evelyn
10. Danny's dream – Lars Söderberg
11. I'll be Gone – Broder Daniel
12. Simplicity – Souls
13. Underground – Broder Daniel
14. Show me Love – Robyn

## Riconoscimenti
- 1999 - Guldbagge
  - Miglior film
  - Miglior regista a Lukas Moodysson
  - Migliore attrice a Alexandra Dahlström e Rebecka Liljeberg
  - Migliore sceneggiatura a Lukas Moodysson
  - Candidatura a miglior attore non protagonista a Ralph Carlsson

Ha anche vinto altri premi internazionali, fra i quali il Teddy Award nel 1999 al Festival di Berlino.
Fucking Åmål è stato distribuito da Sonet Film e la sua prima proiezione svedese è del 23 ottobre 1998. Il film, costato circa 9 000 000 di corone, è stato un caso cinematografico in patria, arrivando a contendere a Titanic il primato degli incassi al botteghino. La pellicola fu esportata in varie nazioni dell'Europa soprattutto settentrionale soltanto alcuni mesi dopo per poi approdare in Nordamerica. In Italia è stato distribuito nel febbraio del 2000.